# David Young (Bischof)
David Nigel de Lorentz Young CBE (* 2. September 1931 in Poona, Indien; † 10. August 2008) war ein britischer anglikanischer Theologe. Er war von 1977 bis 1999 Bischof von Ripon in der Church of England.

## Leben

### Familie und Ausbildung
David Young wurde in Indien geboren; sein Vater war dort Brigadier in der British Indian Army. Zum Schulbesuch kehrte Young nach England zurück, wo er das Wellington College in der Grafschaft Berkshire besuchte. Anschließend absolvierte er 1950–1951 seinen Militärdienst bei den Royal Engineers an der Royal Engineers’ School of Military Survey. Am 21. Oktober 1950 wurde er Second Lieutenant.  Am 15. Oktober 1951 schied er aus dem aktiven Militärdienst aus und wurde Reserveoffizier bei der Supplementary Reserve of Officers. Er studierte Mathematik am Balliol College der Universität Oxford, wo er mit einem First Class Degree abschloss.

### Kirchenlaufbahn
Nach seinem Studienabschluss arbeitete Young kurzzeitig (1955/1956) als Mathematiker in der Forschungsabteilung des Elektronikunternehmens Plessey. In dieser Zeit entstand Youngs Wunsch nach einer Laufbahn im Kirchendienst. Zur Vorbereitung auf das Priesteramt studierte er Theologie am Wycliffe Hall College der Universität Oxford. 1959 wurde er zum Diakon geweiht; 1960 folgte die Priesterweihe. Er war nach seiner Priesterweihe zunächst von 1959 bis 1962 Pfarrvikar (Curate) an der All Hallows Church, einer großen Innenstadtgemeinde mit einem Schwerpunkt auf dem Gebiet der kirchlichen Mission, in Allerton, einem Vorort von Liverpool. Dort war Robert Martineau, der spätere Bischof von Blackburn, Pfarrer und Youngs theologischer Mentor. Young ging dann nach London und studierte an der School of Oriental and African Studies die Sprachen Sanskrit und Pali. In dieser Zeit war er Pfarrvikar (Curate) an der St Mark’s Church in der Hamilton Terrace, im Stadtbezirk St John’s Wood im Nordwesten Londons.
1963 ging er als Missionar mit der Church Missionary Society nach Sri Lanka. Dort entwickelte sich Youngs Interesse für den Buddhismus und weitere fernöstliche Religionen. Er wurde 1965 Direktor (Director) für Buddhismuskunde (Buddhist Studies) am Lanka Theological College in der Nähe von Kandy. 1967 kehrte er, nach dem Tod († 1966) seiner ersten Frau, mit seinen zwei kleinen Kindern nach England zurück und wurde Dozent für Buddhismuskunde (Buddhist Studies) an der Manchester University; dort unterrichtete er bis 1970.
1970 wurde er Pfarrer (Vicar) in Burwell in der Grafschaft Cambridgeshire. Er arbeitete in die Zeit als nebenberuflicher Dozent an der Theologischen Fakultät (Faculty of Divinity) der Cambridge University. 1975 wurde er Archidiakon (Vorsteher eines Kirchensprengels) von Huntingdon (Archdeacon of Huntingdon) und Pfarrer (Vicar) in Great Gidding in der Grafschaft Huntingdonshire. 1977 wurde er kurzzeitig Gemeindepfarrer (Rector) in Hemingford Abbots in der Grafschaft Huntingdonshire. Er wurde zum  Honorarkanoniker (Honorary Canon) der Kathedrale von Ely ernannt.

### Wirken als Bischof
Im Juli 1977 wurde er zum Bischof von Ripon ernannt. Am 21. September 1977 wurde er zum Bischof geweiht. Er war bei seinem Amtsantritt im Alter von 46 Jahren für einige Jahre der jüngste Diözesanbischof in der Church of England. Als Bischof von Ripon war Young sowohl für die traditionsbewussten Pfarreien der Yorkshire Dales als auch für die multi-kulturellen Pfarrgemeinden in West Riding of Yorkshire zuständig, die die Church of England vor große Herausforderungen stellte. Er baute eine enge kirchliche Verbindung der Diözese von Ripon mit der Kirche in Sri Lanka auf. Er trug durch sein bischöfliches Handeln auch zur Versöhnung zwischen Tamilen und Singhalesen bei. Intensiv widmete er sich dem interreligiösen und interkonfessionellen Dialog. Eng arbeitete er auch mit David Konstant, dem römisch-katholischen Bischof von Leeds, zusammen. Von 1978 bis 1986 wr er Vorsitzender (Chairman) der Organisation Partnership for World Mission, einer nicht-staatlichen Vereinigung, welche Vertreter verschiedener Missionsgesellschaften mit der Generalsynode der Church of England zusammenbringt. Er war von 1979 bis 1988 außerdem Vorsitzender (Chairman) des Leitungsorgans der Society for Promoting Christian Knowledge.
Sein bischöfliches Interesse galt insbesondere den Themen Erziehung und Bildung.
David Young gehörte dem evangelikalen Flügel der Church of England an. Er befürwortete die Frauenordination, lehnte jedoch die Weihe homosexueller Priester, sowie gleichgeschlechtliche Lebenspartnerschaften und gleichgeschlechtliche Ehen ab. 1996 entließ er den früheren, homosexuellen pensionierten Bischof von Glasgow and Galloway, Derek Rawcliffe, in seiner Funktion als Ehrenamtlicher Hilfsbischof (Assistant Bishop), da dieser den Vorsitz bei einer Trauungszeremonie eines homosexuellen Paares übernommen hatte.
1999 ging er in den Ruhestand, nachdem ein Multiples Myelom bei ihm diagnostiziert worden war. Er war der letzte Bischof von Ripon, bevor die Diözese Ripon zur Diözese von Ripon und Leeds zusammengefasst wurde. Sein Nachfolger als Bischof von Ripon und Leeds wurde John Richard Packer. In den Neujahrs-Ehrungen des Jahres 2000 wurde Young zum Commander des Order of the British Empire ernannt. Er erhielt die Auszeichnung „in Anerkennung seiner Verdienste um die Church of England und auf dem Gebiet der Bildung“.
Young hatte außerdem zahlreiche kirchliche Ämter inne. Er war mehr als drei Jahre Mitglied der Doctrine Commission der Church of England, er führte den Vorsitzbei den Archbishop of Canterbury's Inter-Faith Consultants, war Vorsitzender (Chair) des Ecumenical Churches Joint Education Policy Committee und von 1994 bis 1999 Vorsitzender (Chairman) des einflussreichen Board of Education der Generalsynode der Church of England.

## Mitgliedschaft im House of Lords
Young war von 1984 bis zu seinem Ruhestand 1997 als Geistlicher Lord Mitglied des House of Lords. Seine Antrittsrede hielt er im Mai 1985. Im House of Lords sprach er zu zahlreichen Themen, insbesondere auch immer wieder zu sozialen Fragen.

## Privates
Young war zweimal verheiratet. 1962 heiratete er seine erste Ehefrau Rachel Lewis; diese starb 1966 bei einem Autounfall. Aus der Ehe gingen zwei Kinder, ein Sohn und eine Tochter, hervor. 1967 heiratete er in zweiter Ehe Jane Havill; mit ihr hatte er drei gemeinsame Söhne.